# Fähre Ditzum–Petkum

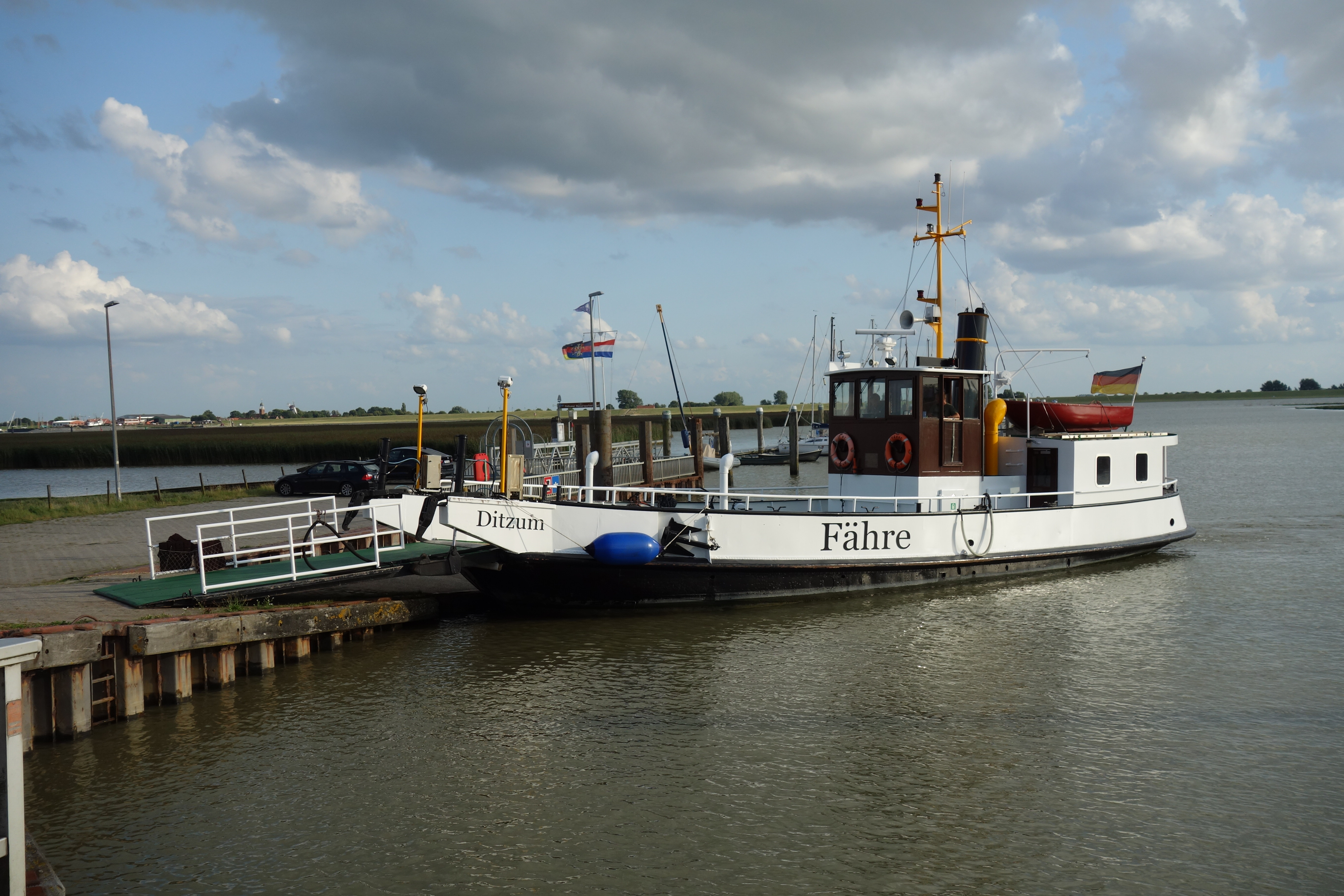
Die Fähre Ditzum am Anleger in Petkum

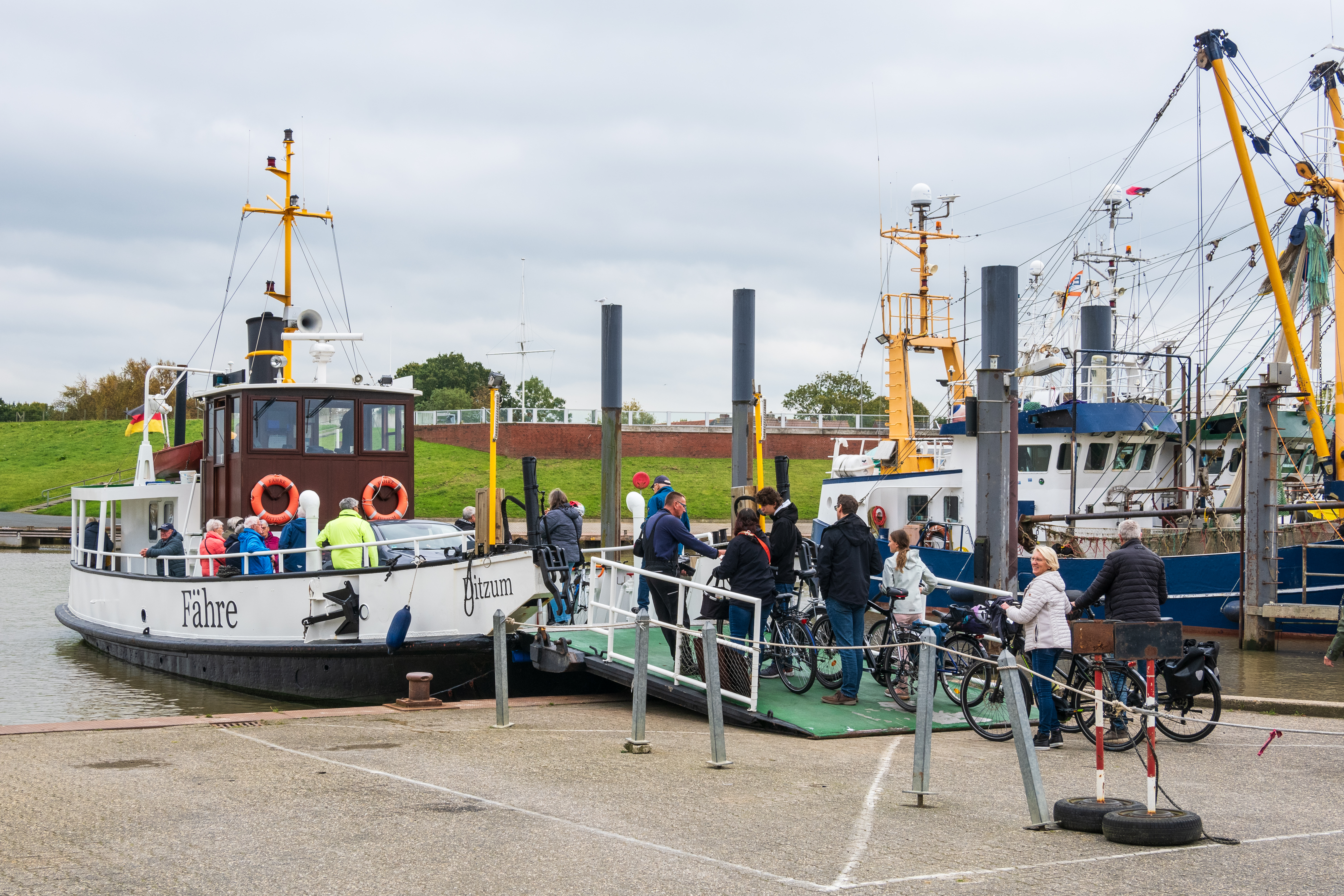
Fähranleger Ditzum
(2024)

Die Fähre Ditzum–Petkum (seltener auch Fähre Petkum–Ditzum) ist die einzige heute noch bestehende Fährverbindung über die Unterems in Niedersachsen.

## Geografie
Die Fähre verbindet den kleinen Hafenort Ditzum, einen Ortsteil der Gemeinde Jemgum im Rheiderland (Landkreis Leer), mit Petkum, einem Stadtteil der kreisfreien Stadt Emden im nördlichen Teil Ostfrieslands. Die beiden Orte liegen fast auf gleicher geografischer Länge an den gegenüberliegenden Ufern der Unterems unterhalb (westlich) des Emssperrwerks kurz vor der Mündung des Flusses in den Dollart.

## Geschichte
Der Fährbetrieb besteht schon seit etwa 600 Jahren, wobei zunächst nur die Petkumer Häuptlinge das Fährrecht besaßen. 1711 bekam das Kirchspiel Ditzum das Recht zur Durchführung des Fährverkehrs. Bis zum Bau der Ditzumer Mühle (1768) war das Transportmonopol für Getreide der fruchtbaren Poldergebiete zur Petkumer Mühle eine wichtige Einnahmequelle der Fährpächter. Um 1785 wurde der Fährbetrieb mit zwei „Bullen“ (offene Lastkähne) und drei Booten durchgeführt, 1820 umfasste die Fährflotte acht Fahrzeuge (zwei Bullen, zwei große und zwei kleine Segelboote, zwei Ruderboote). Der Fährbetrieb richtete sich nach den Gezeiten (Flut: stromaufwärts, Ebbe: stromabwärts). Umsatzeinbußen brachte die 1854 eröffnete Eisenbahnstrecke nach Emden, die den bisher von den Niederlanden über Ditzum laufenden Warenstrom nach Weener und zur Bahnstation Leerort verlagerte. Erst mit der Bahnstation in Petkum und der Chaussee von Leerort nach Ditzum (1873) gewann der Fährverkehr als Verbindung zwischen Emden und Leer wieder an Bedeutung. 1871 bildete sich eine Sandbank im Flusslauf, wodurch eine direkte Verbindung zwischen Ditzum und Petkum nicht mehr möglich war. Die weiträumige Umfahrung des Hindernisses verlängerte die Übersetzzeiten zum Teil auf bis zu zwei Stunden, so dass der Fährbetrieb mit zwei Schiffen im Wechsel bewältigt werden musste.

## Fährschiff
Da sich der Verkehr durch die Umfahrung sehr verlängert hatte, konstituierte sich 1890 ein „Comite zur Verbesserung der Fähre“, das die Einrichtung einer leistungsstärkeren Dampffähre anstrebte. Am 2. Mai 1897 wurde eine erste auf der Meyer Werft in Papenburg gebaute Dampffähre in Dienst gestellt. Dieser musste 1922 eingestellt werden, da die Gemeinde Ditzum als Eignerin nicht die finanziellen Mittel zur Erhaltung bzw. Modernisierung des Fährschiffs aufbringen konnte. Bis 1924 mussten nach Emden pendelnde Ditzumer Arbeiter zweimal täglich über die Ems rudern. Erst im Frühjahr 1924 kam die Fährverbindung wieder in Gang. Nun stellte sich aber heraus, „daß der Dampfer infolge des langen Stilliegens und seines Alters den Anforderungen nicht mehr entsprach“. Daher entschied sich die Gemeinde zum Neubau. Die heute noch in Betrieb befindliche Motorfähre Ditzum wurde 1926 ebenfalls auf der Meyer Werft gebaut und kostete 58.500 Reichsmark. Im Jahre 1954 wurde die ursprünglich eingebaute Dampfmaschine durch einen Dieselmotor ersetzt. Seit dem 1. Mai 1971 wird die Fährverbindung nicht mehr von der Gemeinde Ditzum, sondern vom Landkreis Leer betrieben. Das Fährschiff wurde 2005/06 von der Schiffswerft Diedrich in Oldersum für 750.000 € restauriert und technisch verbessert, wobei auch die Ladefläche etwas vergrößert wurde. Nunmehr besitzt sie bei einer Länge von 24,29 m und einer maximalen Breite von 5,96 m eine Ladefläche von 23 m² und ist damit in der Lage, drei Pkw (wobei der Dritte „quergestellt“ werden muss) mit einem maximalen Gesamtgewicht von vier Tonnen oder 120 Personen zu befördern.

## Fahrplan
Die Fähre verkehrt im Sommerhalbjahr grundsätzlich im Stundentakt mit Abweichungen in den Morgenstunden und einer Pause zur Mittagszeit. In den Wintermonaten beschränkt sich der Verkehr überwiegend auf die Morgen- und Nachmittagsstunden. Eine Überfahrt dauert etwa 20 Minuten.

## Bedeutung für Infrastruktur und Tourismus
Die Fähre ist die kürzeste Verbindung zwischen dem nördlichen Rheiderland und dem Raum Emden, da die nächste Möglichkeit zur Emsquerung der 17 Flusskilometer aufwärts (südlich) gelegene Emstunnel bei Leer ist. Ursprünglich diente die Fähre hauptsächlich dem Transport von Gütern sowie eher gelegentlich von Personen. Mit dem Entstehen von Industriearbeitsplätzen in Emden wurde die Fähre hauptsächlich von Pendlern genutzt, die auch heute noch in den Frühstunden sowie im Winterhalbjahr das Gros der Passagiere ausmachen. Ab Petkum besteht eine regelmäßige Linienbusverbindung zum Stadtzentrum von Emden. Mittlerweile bilden in den Sommermonaten Touristen, insbesondere Biker und Radfahrer, einen wesentlichen Bestandteil der Fahrgäste. Durch Ditzum verlaufen bzw. auch die Fähre nutzen die überregionalen oder internationalen Fernradwege Emsradweg, Dollardroute und der Nordseeküsten-Radweg.